# Torneo Apertura 2025 (Honduras)
El Torneo Apertura 2025 (también llamado Liga Hondubet de Apertura 2025, por motivos de patrocinio), es la 88.ª edición de la Liga Nacional de Honduras, el primer torneo de la Temporada 2025-26. El torneo estaba para iniciar el 18 de julio pero debido al caso del Platense y su inmediata inclusión se retrasó hasta el 22 de julio. Culminará en diciembre de 2025.

## Novedades
- Se tenía contemplado que se jugara con 12 equipos pero debido a la falta de dinero y licenciamiento de clubes la LINA y la FFH consideraron que no era conveniente al menos para este torneo.[2]

- El C. D. Génesis se fusionó con el Policía Nacional F. C. de la Liga de Ascenso por lo cual participará por el momento con el nombre de Génesis FC.[3]

- El Platense interpuso una demanda al TAS, en el año 2023 por irregularidades en el Torneo Clausura 2022 con los equipos Honduras Progreso y Real Sociedad por inscripción tardía lo que conllevaba a la pérdida de puntos de ambos, el laudo a favor del Platense en el caso identificado como TAS 2023/A/9890, fue ganado y la FFH dictaminó su regreso inmediato a la Liga retrasando el inicio del torneo[4]

## Sistema de competición

### Fase de clasificación
En la fase de clasificación se observará el sistema de puntos. La ubicación en la tabla general está sujeta a lo siguiente:
- Por juego ganado se obtendrán tres puntos.
- Por juego empatado se obtendrá un punto.
- Por juego perdido no se otorgan puntos.

El campeonato se jugará con un sistema de «Todos contra Todos» entre los once equipos participantes. Los partidos estarán definidos en 20 jornadas, y al finalizar las mismas los primeros seis lugares clasificarán a las triangulares semifinales, teniendo en cuenta que los equipos que ocuparon el 1° y 2° puesto serán los cabezas de serie de una de las 2 triangulares que se jugarán en partidos de ida y vuelta; el resto de los equipos quedará sin ninguna opción a pelear por el título.

### Fase final
La fase final se definirá por las siguientes etapas:
- Triangular Semifinal
- Final

A las Triangulares semifinales clasificarán los seis equipos mejor ubicados en la tabla general. En una triangular, A, estará el primero; en la otra triangular, B, el segundo. Los clubes ubicados en las posiciones 3, 4, 5 y 6, serán sorteados para ubicar dos de ellos en un grupo y dos en otro. Los clubes de posiciones 3, 4, 5, y 6, serán ubicados en un solo bombo para el sorteo.
En cada triangular, cada equipo jugará cuatro partidos, dos de local y dos de visita. Los clubes del grupo A jugarán miércoles y sábado, los del grupo B jueves y domingo, para que no choquen los juegos con las transmisiones. De existir empate en el número de puntos, los equipos que finalizaron primero y segundo tendrán la ventaja y avanzarán a la final. 
Disputarán el título de Campeón del Torneo de Apertura 2025 los dos clubes que queden en primer lugar de cada una de las Triangulares correspondientes.

## Información de los equipos

### Ascenso y descenso
| Pos | a la Liga Nacional |
| --- | ------------------ |
| 1º  | Choloma            |

| Pos | a la Liga de Ascenso |
| --- | -------------------- |
| 10º | Real Sociedad        |

### Equipos participantes
Fuente: Transfermarkt
| Equipo      | Ciudad                        | Entrenador        | Capitán            | Estadio               | Capacidad | Indumentaria    | Patrocinador       | Televisora   |
| ----------- | ----------------------------- | ----------------- | ------------------ | --------------------- | --------- | --------------- | ------------------ | ------------ |
| Choloma     | Choloma, Cortés               | Fernando Molina   | Ariel Díaz         | Rubén Deras           | 5.500     | Huriver         | Agua Fonti         | Deportes TVC |
| Génesis     | La Paz, La Paz                | Luis Alvarado     | Gerson Argueta     | Roberto Suazo Córdova | 25.000    | Gocas Sports    | Banco Atlántida    | Deportes TVC |
| Juticalpa   | Juticalpa, Olancho            | Humberto Rivera   | Denovan Torres     | Juan Ramón Brevé      | 20.000    | Gocas Sports    | Guayape Visión     | Deportes TVC |
| Marathón    | San Pedro Sula, Cortés        | Pablo Lavallén    | Francisco Martínez | Yankel Rosenthal      | 15.500    | Joma            | JVC                | Deportes TVC |
| Motagua     | Tegucigalpa, Distrito Central | Javier López      | Marcelo Santos     | Chelato Uclés         | 34.000    | Joma            | Pepsi              | Deportes TVC |
| Olancho     | Juticalpa, Olancho            | Reynaldo Tilguath | Óscar Almendárez   | Juan Ramón Brevé      | 20.000    | Maca Sportswear | Banco de Occidente | Deportes TVC |
| Olimpia     | Tegucigalpa, Distrito Central | Eduardo Espinel   | Edrick Menjívar    | Chelato Uclés         | 34.000    | Umbro           | Banco Atlántida    | Deportes TVC |
| Platense    | Puerto Cortés, Cortés         | Raúl Cáceres      | Georgie Welcome    | Excelsior             | 7.500     | Huriver         | TM Logistics       | Deportes TVC |
| Real España | San Pedro Sula, Cortés        | Jeaustin Campos   | Jhow Benavídez     | Francisco Morazán     | 18.000    | Kelme           | Salvavida          | Deportes TVC |
| UPNFM       | Tegucigalpa, Distrito Central | Salomón Nazar     | Lesvin Medina      | Emilio Williams       | 8.000     | Huriver         | Super Ópticas      | Deportes TVC |
| Victoria    | La Ceiba, Atlántida           | David Patiño      | José Velásquez     | Ceibeño               | 18.000    | Gocas Sport     | Tevisat            | Deportes TVC |

### Equipos por zona geográfica
| Equipos por departamento | Equipos por departamento | Equipos por departamento                  | Equipos por departamento                                                                          |
| Departamento             | N.º                      | Equipos                                   | Mapa                                                                                              |
| ------------------------ | ------------------------ | ----------------------------------------- | ------------------------------------------------------------------------------------------------- |
| Francisco Morazán        | 3                        | Motagua, Olimpia y Lobos UPNFM            | Génesis PN Motagua Olimpia Choloma Platense Marathón Real España Victoria Olancho Juticalpa UPNFM |
| Cortés                   | 4                        | Marathón, Real España, Choloma y Platense | Génesis PN Motagua Olimpia Choloma Platense Marathón Real España Victoria Olancho Juticalpa UPNFM |
| Olancho                  | 2                        | Olancho y Juticalpa                       | Génesis PN Motagua Olimpia Choloma Platense Marathón Real España Victoria Olancho Juticalpa UPNFM |
| Atlántida                | 1                        | Victoria                                  | Génesis PN Motagua Olimpia Choloma Platense Marathón Real España Victoria Olancho Juticalpa UPNFM |
| La Paz                   | 1                        | Génesis PN                                | Génesis PN Motagua Olimpia Choloma Platense Marathón Real España Victoria Olancho Juticalpa UPNFM |

### Cambios de entrenadores
| Equipo       | Entrenador saliente | Jornadas     | Nuevo entrenador | Jornadas     |
| Pretemporada | Pretemporada        | Pretemporada | Pretemporada     | Pretemporada |
| ------------ | ------------------- | ------------ | ---------------- | ------------ |
| Juticalpa    | Héctor Vargas       | Pre.         | Humberto Rivera  | Pre.         |
| Génesis      | Jhon Jairo López    | Pre.         | Luis Alvarado    | Pre.         |
| Temporada    |                     |              |                  |              |
| Motagua      | Diego Vázquez       | 1 – 4        | Javier López     | 5 –          |

### Jugadores extranjeros
| Equipo      | Jugador 1      | Jugador 2        | Jugador 3         | Jugador 4          | Jugador 5         |
| ----------- | -------------- | ---------------- | ----------------- | ------------------ | ----------------- |
| Choloma     | Jeison Truque  | José Palacios    | Yeison Mosquera   | Leider Anaya       |                   |
| Génesis PN  | Rafael Agámez  | Ronaldo Balanta  | Polidoro Junior   |                    |                   |
| Juticalpa   | Nicolás Gómez  | Sebastián Alzáte | Luis Hurtado      | Ramiro Rocca       |                   |
| Marathón    | César Samudio  | Javier Rivera    | Iván Anderson     | Brian Farioli      | Nicolás Messiniti |
| Motagua     | Jorge Serrano  | Rodrigo Gómez    | Sebastián Cardozo | Wilmar Jordán      | Maicol Cabrera    |
| Olancho     | Édgar Benítez  | Juan Diego Lasso | Carlos Small      | Rodrigo De Olivera |                   |
| Olimpia     | Andrés Salazar | Marcos Montiel   | Emanuel Hernández | Facundo Queiroz    | Agustín Mulet     |
| Platense    | Javier Orobio  | Carlos López     | Nahuel Luna       |                    |                   |
| Real España | Yeison Moreno  | Daniel Aparicio  | Gustavo Souza     |                    |                   |
| UPNFM       | Marcos Morales | Stiven Dávila    | Luis López        | Roberto Moreira    |                   |
| Victoria    | Fabricio Silva | Segundo Granja   | Humberto Acevedo  | Yair Delgadillo    | Luis Franco       |

#### Jugadores extranjeros por nacionalidad
| País      | Jugadores |
| --------- | --------- |
| Colombia  | 16        |
| Uruguay   | 8         |
| Argentina | 7         |
| Panamá    | 6         |
| Paraguay  | 2         |
| Brasil    | 2         |
| México    | 2         |
| Chile     | 1         |
| Total     | 44        |

## Estadios
|                                                                                               |                                                                                          |                                                                                      |
|                                                                                               |                                                                                          |                                                                                      |
| Estadio Nacional Chelato Uclés Ciudad: Tegucigalpa Capacidad: 35 000 Clubes: Olimpia, Motagua | Estadio Juan Ramón Brevé Ciudad: Juticalpa Capacidad: 20 000 Clubes: Olancho y Juticalpa | Estadio Francisco Morazán Ciudad: San Pedro Sula Capacidad: 21 500 Club: Real España |
|                                                                                               |                                                                                          |                                                                                      |
| Estadio Ceibeño Ciudad: La Ceiba Capacidad: 17 000 Club: Victoria                             | Estadio Yankel Rosenthal Ciudad: San Pedro Sula Capacidad: 9 000 Club: Marathón          | Estadio Rubén Deras Ciudad: Choloma Capacidad: 5 500 Club: Choloma                   |
|                                                                                               |                                                                                          |                                                                                      |
| Estadio Roberto Suazo Córdova Ciudad: La Paz Capacidad: 25 000 Club: Club Deportivo Génesis   | Estadio Emilio Williams Ciudad: Choluteca Capacidad: 8 000 Club: Lobos UPNFM             | Estadio Excelsior Ciudad: Puerto Cortes Capacidad: 7 500 Club: Platense              |

## Fase de clasificación

### Clasificación
| Pos. | Equipo      | Pts. | PJ | G | E | P | GF | GC | Dif. | Clasificación            |
| ---- | ----------- | ---- | -- | - | - | - | -- | -- | ---- | ------------------------ |
| 1    | Olimpia     | 11   | 5  | 3 | 2 | 0 | 13 | 4  | +9   | Triangulares semifinales |
| 2    | Marathón    | 10   | 5  | 3 | 1 | 1 | 14 | 4  | +10  | Triangulares semifinales |
| 3    | Real España | 10   | 5  | 3 | 1 | 1 | 9  | 3  | +6   | Triangulares semifinales |
| 4    | Olancho     | 10   | 5  | 3 | 1 | 1 | 11 | 7  | +4   | Triangulares semifinales |
| 5    | Platense    | 9    | 4  | 3 | 0 | 1 | 10 | 3  | +7   | Triangulares semifinales |
| 6    | Juticalpa   | 8    | 5  | 2 | 2 | 1 | 7  | 12 | −5   | Triangulares semifinales |
| 7    | UPNFM       | 7    | 5  | 2 | 1 | 2 | 7  | 9  | −2   |                          |
| 8    | Génesis     | 3    | 4  | 1 | 0 | 3 | 4  | 7  | −3   |                          |
| 9    | Motagua     | 1    | 4  | 0 | 1 | 3 | 5  | 10 | −5   |                          |
| 10   | Choloma     | 1    | 4  | 0 | 1 | 3 | 6  | 15 | −9   |                          |
| 11   | Victoria    | 0    | 4  | 0 | 0 | 4 | 0  | 12 | −12  | Último Lugar             |

Actualizado a los partidos jugados el 17 de agosto de 2025.
 Fuente: Liga Hondubet

### Evolución de clasificación
| Equipo / Jornada | 1        | 2         | 3    | 4    | 5    | 6 | 7 | 8 | 9 | 10 | 11 | 12 | 13 | 14 | 15 | 16 | 17 | 18 | 19 | 20 | 21 | 22 |
| ---------------- | -------- | --------- | ---- | ---- | ---- | - | - | - | - | -- | -- | -- | -- | -- | -- | -- | -- | -- | -- | -- | -- | -- |
| Choloma          | 11.°     | 9.°       | 9.°  | 9.°  | 10.° |   |   |   |   |    |    |    |    |    |    |    |    |    |    |    |    |    |
| Génesis          | 8.°      | 6.°       | 8.°  | 8.°  | 8.°  |   |   |   |   |    |    |    |    |    |    |    |    |    |    |    |    |    |
| Juticalpa        | 5.° (-1) | 11.° (-1) | 7.°  | 6.°  | 6.°  |   |   |   |   |    |    |    |    |    |    |    |    |    |    |    |    |    |
| Marathón         | 3.°      | 1.°       | 2.°  | 2.°  | 2.°  |   |   |   |   |    |    |    |    |    |    |    |    |    |    |    |    |    |
| Motagua          | 6.°      | 8.°       | 10.° | 10.° | 9.°  |   |   |   |   |    |    |    |    |    |    |    |    |    |    |    |    |    |
| Olancho          | 9.°      | 5.°       | 5.°  | 5.°  | 4.°  |   |   |   |   |    |    |    |    |    |    |    |    |    |    |    |    |    |
| Olimpia          | 1.°      | 2.°       | 1.°  | 1.°  | 1.°  |   |   |   |   |    |    |    |    |    |    |    |    |    |    |    |    |    |
| Platense         | 7.° (-1) | 4.° (-1)  | 3.°  | 3.°  | 5.°  |   |   |   |   |    |    |    |    |    |    |    |    |    |    |    |    |    |
| Real España      | 2.°      | 3.°       | 4.°  | 4.°  | 3.°  |   |   |   |   |    |    |    |    |    |    |    |    |    |    |    |    |    |
| UPNFM            | 4.°      | 7.°       | 6.°  | 7.°  | 7.°  |   |   |   |   |    |    |    |    |    |    |    |    |    |    |    |    |    |
| Victoria         | 10.°     | 10.°      | 11.° | 11.° | 11.° |   |   |   |   |    |    |    |    |    |    |    |    |    |    |    |    |    |

## Resultados
Fuente: Liga Hondubet
| Jornada 1          | Jornada 1 | Jornada 1 | Jornada 1         | Jornada 1   | Jornada 1 | Jornada 1       | Jornada 1 | Jornada 1 | Jornada 1 |
| Local              | Resultado | Visitante | Estadio           | Fecha       | Hora      | TV              |           |           |           |
| ------------------ | --------- | --------- | ----------------- | ----------- | --------- | --------------- | --------- | --------- | --------- |
| Real España        | 4 - 1     | Olancho   | Francisco Morazán | 22 de julio | 19:30     | Deportes TVC    |           |           |           |
| UPNFM              | 2 - 1     | Génesis   | Emilio Williams   | 23 de julio | 17:15     | Deportes TVC    |           |           |           |
| Choloma            | 2 - 7     | Olimpia   | Rubén Deras       | 23 de julio | 19:30     | Deportes TVC    |           |           |           |
| Victoria           | 0 - 3     | Marathón  | Ceibeño           | 24 de julio | 19:00     | Sin transmisión |           |           |           |
| Juticalpa          | 1 - 0     | Platense  | Óscar Peralta     | 30 de julio | 15:00     | Deportes TVC    |           |           |           |
| Descanso           | Descanso  | Descanso  | Motagua           | Motagua     | Motagua   | Motagua         |           |           |           |
| Total de goles: 21 |           |           |                   |             |           |                 |           |           |           |

| Jornada 2          | Jornada 2 | Jornada 2   | Jornada 2             | Jornada 2   | Jornada 2 | Jornada 2    | Jornada 2 | Jornada 2 | Jornada 2 |
| Local              | Resultado | Visitante   | Estadio               | Fecha       | Hora      | TV           |           |           |           |
| ------------------ | --------- | ----------- | --------------------- | ----------- | --------- | ------------ | --------- | --------- | --------- |
| Génesis            | 2 - 1     | Motagua     | Roberto Suazo Córdova | 26 de julio | 15:00     | Deportes TVC |           |           |           |
| Platense           | 2 - 1     | Real España | Francisco Morazán     | 26 de julio | 17:15     | Deportes TVC |           |           |           |
| Olimpia            | 2 - 0     | UPNFM       | Chelato Uclés         | 26 de julio | 19:30     | Deportes TVC |           |           |           |
| Marathón           | 7 - 0     | Juticalpa   | Yankel Rosenthal      | 27 de julio | 15:00     | Deportes TVC |           |           |           |
| Olancho            | 3 - 0     | Victoria    | Marcelo Tinoco        | 27 de julio | 17:15     | Deportes TVC |           |           |           |
| Descanso           | Descanso  | Descanso    | Choloma               | Choloma     | Choloma   | Choloma      |           |           |           |
| Total de goles: 18 |           |             |                       |             |           |              |           |           |           |

| Jornada 3          | Jornada 3 | Jornada 3 | Jornada 3         | Jornada 3   | Jornada 3 | Jornada 3    | Jornada 3 | Jornada 3 | Jornada 3 |
| Local              | Resultado | Visitante | Estadio           | Fecha       | Hora      | TV           |           |           |           |
| ------------------ | --------- | --------- | ----------------- | ----------- | --------- | ------------ | --------- | --------- | --------- |
| Juticalpa          | 1 - 1     | Olancho   | Óscar Peralta     | 2 de agosto | 15:00     | Deportes TVC |           |           |           |
| Motagua            | 0 - 2     | Olimpia   | Chelato Uclés     | 2 de agosto | 17:15     | Deportes TVC |           |           |           |
| Victoria           | 0 - 4     | Platense  | Ceibeño           | 2 de agosto | 19:30     | Deportes TVC |           |           |           |
| Real España        | 1 - 0     | Marathón  | Francisco Morazán | 3 de agosto | 16:00     | Deportes TVC |           |           |           |
| UPNFM              | 2 - 2     | Choloma   | Emilio Williams   | 3 de agosto | 18:15     | Deportes TVC |           |           |           |
| Descanso           | Descanso  | Descanso  | Génesis           | Génesis     | Génesis   | Génesis      |           |           |           |
| Total de goles: 13 |           |           |                   |             |           |              |           |           |           |

| Jornada 4          | Jornada 4 | Jornada 4   | Jornada 4         | Jornada 4    | Jornada 4 | Jornada 4    | Jornada 4 | Jornada 4 | Jornada 4 |
| Local              | Resultado | Visitante   | Estadio           | Fecha        | Hora      | TV           |           |           |           |
| ------------------ | --------- | ----------- | ----------------- | ------------ | --------- | ------------ | --------- | --------- | --------- |
| Marathón           | 1 - 0     | Génesis     | Yankel Rosenthal  | 9 de agosto  | 15:00     | Deportes TVC |           |           |           |
| Choloma            | 0 - 3     | Real España | Rubén Deras       | 9 de agosto  | 17:15     | Deportes TVC |           |           |           |
| Olancho            | 3 - 1     | Motagua     | Marcelo Tinoco    | 9 de agosto  | 19:30     | Deportes TVC |           |           |           |
| Platense           | 4 - 1     | UPNFM       | Francisco Morazán | 10 de agosto | 15:00     | Deportes TVC |           |           |           |
| Olimpia            | 2 - 2     | Juticalpa   | Chelato Uclés     | 10 de agosto | 17:15     | Deportes TVC |           |           |           |
| Descanso           | Descanso  | Descanso    | Victoria          | Victoria     | Victoria  | Victoria     |           |           |           |
| Total de goles: 17 |           |             |                   |              |           |              |           |           |           |

| Jornada 5          | Jornada 5 | Jornada 5 | Jornada 5             | Jornada 5    | Jornada 5 | Jornada 5    | Jornada 5 | Jornada 5 | Jornada 5 |
| Local              | Resultado | Visitante | Estadio               | Fecha        | Hora      | TV           |           |           |           |
| ------------------ | --------- | --------- | --------------------- | ------------ | --------- | ------------ | --------- | --------- | --------- |
| Génesis            | 1 - 3     | Olancho   | Roberto Suazo Córdoba | 16 de agosto | 15:00     | Deportes TVC |           |           |           |
| UPNFM              | 2 - 0     | Victoria  | Emilio Williams       | 16 de agosto | 17:15     | Deportes TVC |           |           |           |
| Real España        | 0 - 0     | Olimpia   | Francisco Morazán     | 16 de agosto | 19:30     | Deportes TVC |           |           |           |
| Juticalpa          | 3 - 2     | Choloma   | Óscar Peralta         | 17 de agosto | 15:00     | Deportes TVC |           |           |           |
| Motagua            | 3 - 3     | Marathón  | Chelato Uclés         | 17 de agosto | 19:30     | Deportes TVC |           |           |           |
| Descanso           | Descanso  | Descanso  | Platense              | Platense     | Platense  | Platense     |           |           |           |
| Total de goles: 17 |           |           |                       |              |           |              |           |           |           |

| Jornada 6       | Jornada 6 | Jornada 6 | Jornada 6         | Jornada 6    | Jornada 6 | Jornada 6    | Jornada 6 | Jornada 6 | Jornada 6 |
| Local           | Resultado | Visitante | Estadio           | Fecha        | Hora      | TV           |           |           |           |
| --------------- | --------- | --------- | ----------------- | ------------ | --------- | ------------ | --------- | --------- | --------- |
| Victoria        | -         | Motagua   | Ceibeño           | 22 de agosto | 19:30     | Deportes TVC |           |           |           |
| Olimpia         | -         | Platense  | Chelato Uclés     | 23 de agosto | 17:15     | Deportes TVC |           |           |           |
| Choloma         | -         | Génesis   | Rubén Deras       | 23 de agosto | 19:30     | Deportes TVC |           |           |           |
| Olancho         | -         | Marathón  | Marcelo Tinoco    | 24 de agosto | 16:00     | Deportes TVC |           |           |           |
| Real España     | -         | Juticalpa | Francisco Morazán | 24 de agosto | 18:15     | Deportes TVC |           |           |           |
| Descanso        | Descanso  | Descanso  | UPNFM             | UPNFM        | UPNFM     | UPNFM        |           |           |           |
| Total de goles: |           |           |                   |              |           |              |           |           |           |

| Jornada 7       | Jornada 7 | Jornada 7   | Jornada 7             | Jornada 7    | Jornada 7 | Jornada 7    | Jornada 7 | Jornada 7 | Jornada 7 |
| Local           | Resultado | Visitante   | Estadio               | Fecha        | Hora      | TV           |           |           |           |
| --------------- | --------- | ----------- | --------------------- | ------------ | --------- | ------------ | --------- | --------- | --------- |
| Génesis         | -         | Victoria    | Roberto Suazo Córdoba | 30 de agosto | 15:00     | Deportes TVC |           |           |           |
| Marathón        | -         | Olimpia     | Francisco Morazán     | 30 de agosto | 17:15     | Deportes TVC |           |           |           |
| Juticalpa       | -         | UPNFM       | Óscar Peralta         | 31 de agosto | 15:00     | Deportes TVC |           |           |           |
| Platense        | -         | Choloma     | Francisco Morazán     | 31 de agosto | 17:15     | Deportes TVC |           |           |           |
| Motagua         | -         | Real España | Chelato Uclés         | 31 de agosto | 19:30     | Deportes TVC |           |           |           |
| Descanso        | Descanso  | Descanso    | Olancho               | Olancho      | Olancho   | Olancho      |           |           |           |
| Total de goles: |           |             |                       |              |           |              |           |           |           |